# Ariarne Titmus
Ariarne Titmus (Launceston, Tasmània, Austràlia, 7 de setembre de 2000) és una nedadora australiana.
Membre del club de natació internacional, els Cali Condors, Titmus va guanyar la medalla d'or el 26 de juliol del 2021 a la categoria dels 400m lliure femenins durant els Jocs Olímpics d'Estiu de 2020, amb un temps de 3:56.69, vencent l'estatunidenca detentora del rècord mundial, Katie Ledecky.